# Lâu đài Hořovice

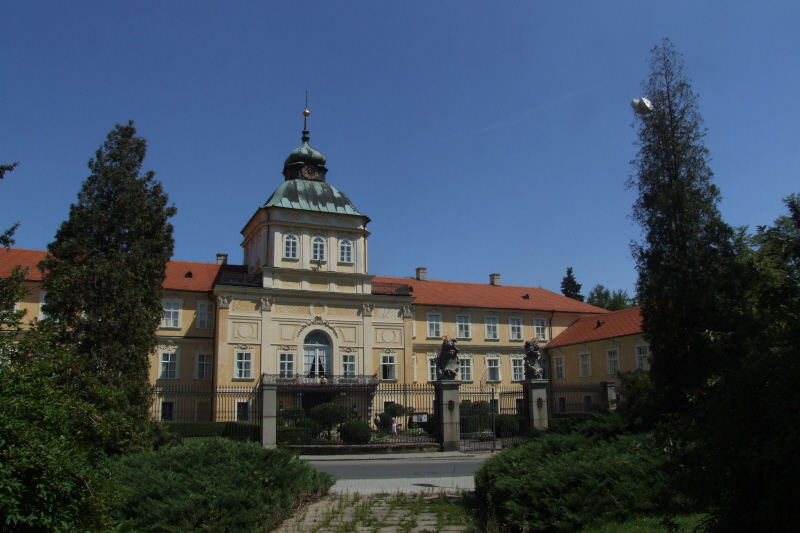
Lâu đài Hořovice

Lâu đài Hořovice là một tòa lâu đài nằm ở thị trấn Hořovice, vùng Trung Bohemian, Cộng hòa Séc.

## Kiến trúc và lịch sử
Lâu đài được chia thành hai phần. Một lâu đài được xây dựng theo phong cách Gothic vào thế kỷ 14, được gọi là "Lâu đài Cổ",  và một "Lâu đài Mới" được xây dựng, cơi nới lại hoàn toàn vào nửa đầu thế kỷ 19. Lâu đài do kiến trúc sư Kassel Gottlob Engelhardt thiết kế. Sau nhiều lần thay đổi cấu trúc và tân trang, lâu đài được giữ nguyên hiện trạng từ đầu thế kỷ 20 đến nay với đồ đạc, nội thất theo phong cách Cổ điển.
Bảo tàng Âm nhạc Không Nhạc sĩ  (Music Without Musicians) đặt trong nhà bếp cũ của lâu đài, chủ yếu trưng bày các nhạc cụ cơ khí.
Lâu đài từng là nơi ở chính của Hoàng tử Hanau, kể từ năm 1867 cho đến khi Chiến tranh thế giới thứ hai kết thúc. Họ là hậu duệ của Friedrich Wilhelm Đệ nhất xứ Hesse sau cuộc hôn nhân không môn đăng hộ đối của ông với thường dân Gertrude Lehmann, người sau này được phong làm Công chúa của Hanau và Hořowitz  (Prinzessin von Hanau und zu Hořowitz) (Hořovice).

## Du lịch
| Năm  | Lượng khách |
| ---- | ----------- |
| 2015 | 21 793      |
| 2016 | 15 437      |
| 2017 | 15 383      |